# Povijest Estonije
Povijest Estonije je povijest prostora današnje Republike Estonije i naroda Estonaca od prapovijesti do danas.

## Prapovijest
Područje Estonije je naseljeno od kraja Pleistocenskog ledenog doba, oko 10.000 pr. Kr. Najranije naseobine se povezuju s mezolitskom kulturom Kunda, a najstarije su u okolici rijeke Pärnu iz oko 9. tisućljeća pr. Kr. Kultura Kunda je dobila ime prema naselju Kunda iz Lammasmäea u sjevernoj Estoniji (iz oko 8,500. pr. Kr.). Nalazi ove kulture (koštano, kameno, ali i oruđe od minerala i kvarca) potječu i iz drugih dijelova Estonije, ali i Litve, sjeverne Latvije i južne Finske.
Početkom 4. tisućljeća pr. Kr. u Estoniju je došla tzv. Kultura češljastih ukrasa (nazvana po ukrasima na lončariji koji su se dobivali pritiskanjem češlja u posudu prije pečenja). Pogrebni običaji ove kulture uključivali su polaganje u grob figura životinja, osobito ptica i zmija - ali i ljudi, koje su bile izrezbarene od kosti i jantara. Nalazi ove kulture su pronađeni od sjeverne Finske do istočne Pruske.
Koncem brončanog doba i početkom ranog željeznog doba nastale su velike pomjene u društvu, prije svega prelazak na poljoprivredu koja je ostala glavnom granom estonske privrede. Do kraja 5. stoljeća naseobine su rasle, kao i njihov broj stanovnika.

## Drevna povijest
Estonce je prvi spomenuo rimski povjesničar Tacit u svom djelu Germanij iz 1. stoljeće pr. Kr., a utjecaji Rimskog Carstva su bili vidljivi. Za vrijeme željeznog doba su Estonce su često napadali Vikinzi iz Skandinavije, ali su i oni napadali preko Baltika. Zabilježeno je da su estonski gusari opljačkali i spalili švedski grad Sigtunu 1187. god.
U to vrijeme je Estonija i politički podijeljene na pokrajine (est. kihelkond) i zemlje (maakond). Pokrajine su se sastojale od nekoliko sela s vijećem staraca na čelu i svaka provincija je imala barem jednu utvrdu. Obranu okolice vodio je najviši član vijeća, kasnije poznat kao kralj. Svaka se zemlja sastojala od nekoliko pokrajina koje je vodilo ili vijeće ili kralj. Do 13. stoljeća u Estoniji se prepoznaju zemlje: Revala, Harjumaa, Saaremaa, Hiiumaa, Läänemaa, Alempois, Sakala, Ugandi, Jogentagana, Soopoolitse, Vaiga, Mõhu, Nurmekund, Järvamaa i Virumaa.

## Srednji vijek
U 11. i 12. stoljeću područjem Estonije prolaze Danci i Švedi, a između 1030. i 1192. godine ih neuspješno pokušavaju osvojiti Rusi.
Estonija je dugo ostala poganskom zemljom, a vrhovno božanstvo njihove politeističke religije bilo je Tharapita. To se spominje u Kronikama Henryja iz Livonije (lat. Heinrici Cronicon Lyvoniae) koji ga naziva vrhovnim božanstvom Oeselianaca (stanovnici otoka Saaremaa), ali i Vironijaca u sjevernoj Estoniji. U Virumi je postojalo sveto brdo s drvenim građevinama na kojem se vjerovalo da je rođen Tharapita (vjerojatno brdo Ebavere (Ebavere mägi) u današnjem okrugu Lääne-Virumaa. Prema istoj kronici, križari, koji su izvršili invaziju na Vironiju 1220. god., protjerali su sljedbenike Tharapitua na otok Saarema.
Na početku 13. stoljeća, Lembitu od Lehole, poglavar pokrajine Sakala želio je ujediniti Estonce, te odbaciti Dance i Nijemce koji su započeli Sjeverni križarski rat. Uspio je skupiti oko 6.000 vojnika iz svih okolnih zemalja, ali je poginuo u Bitci na dan sv. Mateja (rujan, 1217. god.). Tada Estoniju osvaja Njemački viteški red (Teutonci). Pokrštavanje zemlje su proveli njemački viteški red "Livonijska braća mača" koji su osvojili i južnu Estoniju. U isto vrijeme, Danska je pokušala zauzeti sjevernu Estoniju. Osvajanje Estonije je dovršeno 1227. god. kada sjeverna Estonija s otocima dospijeva pod Dansku, a južna Estonija i Latvija pod njemačku vlast.
Estonija je postala dijelom Livonijske konfederacije od 1228. god. do 1560-ih. Reval (koji se od 1918. zove Tallinn) je dobio pravo slobodnog grada od strane Lübecka 1248. godine i postao je članicom udruženja trgovačkih gradova ili Hanza lige. Godine 1343., stanovnici sjeverne Estonije i otoka Saaremaa su digli bunu protiv njemačke vlasti (tzv. Pobuna na noć sv. Jurja), koja je krvavo ugušena 1345. Sljedeće godine (1346.) Danci prodaju suverenitet nad svojim dijelom Estonije Nijemcima.
Rusija je neuspješno pokušavala okupirati Estoniju 1481. i 1558. god.
Protestantska reformacija u Europi, koju je pokrenuo Martin Luther (1519.), imala je snažan odjek medu baltickim zemljama. 
Ideje reformacije su bile općepoznate u Livonijskoj konfederaciji već do 1520-ih. Jezik, obrazovanje, vjera i politika su se strašno promijenile. 
Crkveni obredi su se počeli održavati na domaćem jeziku, umjesto latinskog.

## Između Švedske i Rusije
Između 1558. i 1629. godinw Estoniju postupno zauzima Švedska. Tijekom Livonijskog rata 1561. god., sjeverna Estonija je došla pod švedsku kontrolu, dok je južna potpala pod kratkotrajnu kontrolu Poljsko-litvanskog saveza 1580-ih.
Godine 1625., cijela Estonija je potpala pod švedsku kontrolu i podijeljena je na dvije administrativne cjeline: švedsku Estoniju na sjeveru i Livoniju na jugu (južna Estonija s Latvijom). Ova podjela će potrajati sve do početka 20. stoljeća.
Godine 1631. švedski kralj Gustav II. Adolf, (Gustavus Adolphus), prisilio je plemiće da odobre jača prava seljacima, iako se kmetstvo zadržalo.
Na Sveučilištu u Tartuu je 1632. osnovana prva tiskara. Ovo razdoblje je poznato u Estoniji kao "Dobro staro švedsko doba".
Nakon Velikog sjevernog rata i mira u Nystadu 1721. godine Estonija dolazi pod suverenitet Rusije. Pravni sustav, luteranska crkva, obrazovanje, ali i lokalna i gradska uprava su ostale njemačke sve do kraja 19. stoljeća, a dijelom i sve do 1918. godine.
Do 1819., skupa s ostalim baltičkim pokrajinama, Estonija je prva ukinula kmetstvo čime su mogli osnovati svoja gospodarstva ili se seliti u gradove. Ovo je postalo temeljom gospodarskog rasta koji je opet omogućio jačanje nacionalizma i diferencijacije estonske kulture i identiteta. Estonski narodni preporod je bio u duhu mnogih sličnih pokreta koji su se javili polovicom 19. st. u cijeloj Europi.

### Estofilski narodni preporod
Estofilska visokoobrazovna klasa (fuzija obrazovanih Nijemaca i Estonaca) se divila drevnoj kulturi i slobodi Estonaca od prije okupacije od strane Danaca i Nijemaca u 13. st. Estofilski prosvjetiteljski pokret je označio prijelaz s estonske religijske literature na novine i tiskovine za šire mase pisane na estonskom jeziku.
Ovaj kulturni pokret pokrenuo je sve-estonske festivale (koji su se redovito održavali od 1869.) i naposljetku uvođenje estonskog jezika u škole. Razvila se i bogata estonska književnost, te je "Kalevipoeg", estonski nacionalni ep, tiskan 1861. godine istovremeno i na estonskom i njemačkom jeziku.
Odgovor Moskve bila je snažna rusifikacija, osobito snažna za cara Aleksandra III. (1881. – 1894.). Tada je dokinuta lokalna samouprava baltičkih pokrajina, a nastupa intenzivna rusifikacija u upravi, školstvu i sudstvu.

## Borba za neovisnost
Nakon Oktobarske revolucije 1917. godine i njemačkih pobjeda protiv Crvene armije, izabrano je Estonsko narodno vijeće (Maapäev) i ustrojena je privremena vlada koja proglašava neovisnost Estonije u Tallinnu, 24. veljače 1918. godine. Iste godine, s povlačenjem sovjetske vojske, Estoniju zauzimaju njemačke postrojbe i započinje Estonski oslobodilački rat ili Vaps pokret (est.: Eesti Vabadussõjalaste Keskliit). Nakon kapitulacije Njemačke u Narvi, proglašena Estonska Sovjetska Republika. No, već sljedeće godine (1919.), istovremenom pobjedom Estonske oslobodilačke vojske nad Crvenom armijom i Njemačkim dobrovoljcima (Freikorps), Estonija je proglasila neovisnost od Sovjetskog Saveza, a s Nijemcima je mir potpisan u Tartu 2. veljače 1920. god.

## Neovisna Republika Estonija
Prva zemlja koja je priznala Estoniju bila je Finska 7. srpnja 1920., a uslijedile su Poljska (31. prosinca), Argentina (12. siječnja 1921.) i zapadni Saveznici 26. siječnja iste godine.
Estonija je zadržala svoju neovisnost sljedeće 22 godine. Isprva kao parlamentarna demokracija (Riigikogu), a od 1934. god. (raspuštanjem parlamenta) nakon Velike svjetske krize, vlast preuzima Konstantin Päts. Konstantin Päts je uveo diktatorski režim i počeo nastojati sklopiti obrambeni savez s Njemačkom. On je bio predsjednik do 1938. god. kada se ponovno uspostavljaju parlamentarni izbori.

### Estonija u Drugom svjetskom ratu
Paktom Ribbentrop-Molotov iz 1939. god., Estonija je pripala sovjetskoj interesnoj sferi. SSSR je zauzeo Estoniju 1940. god. i u kolovozu je anektirao kao Estonsku Sovjetsku Socijalističku Republiku.
Od 14. lipnja 1941. god. uslijedile su masovne deportacije u kojima su mnogi političari i intelektualci, ali i obični građani, ubijeni ili preseljeni u udaljene dijelove SSSR-a.
Kada se njemačke snage u Operaciji Barbarossa napale Sovjetski savez, oko 34.000 Estonaca je prisilno mobilizirano, a manje od 30% njih je preživjelo rat. U to vrijeme političke zatvorenike koje nisu mogli deportirati NKVD je eliminirala. Njemačke snage u suradnji s Estonskim partizanima (Šumska braća) zauzele su Narvu 17. kolovoza, a Tallinn 28. kolovoza. Odmah nakon što su potjerali sovjetsku vojsku, njemačka vojska je razoružala partizane. Iako su isprva Estonci smatrali Nijemce za osloboditelje, ubrzo su shvatili kako su samo promijenili okupatora. Uslijedilo je pustošenje zemlje i holokaust, a Estonci koji nisu podržavali nacizam su radije pristupili finskoj vojsci.
U siječnju 1944. god. Crvena armija je nahrupila preko granica Estonije i Estonci su masovno odgovorili pozivu na mobilizaciju protiv sovjeta (38.000 dobrovoljaca u jednom danu). I Estonci koji su bili u finskoj vojsci su došli preko Baltika uz potporu Finske koja je mislila da će ovom akcijom potaći zapad da im pomogne u borbi protiv sovjeta.
Žrtve tijekom Drugog svjetskog rata u Estoniji se procjenjuju na 25% ukupne populacije u državi (oko 90.000), jedna od najviših brojki u Europi. One uključuju ratne žrtve, ali i nestale i deportirane u sovjetskim deportacijama 1941. godine, i njemačkim deportacijama i holokaustu

## Estonska SSR
Dana 12. siječnja 1949. god. Vijeće ministara Sovjetskog saveza donijelo je odluku o "progonu i deportaciji" Baltičkih naroda, tzv. kulaka i njihovih obitelji, kao i obitelji "bandita i nacionalista" i "drugih" Više od 200.000 ljudi je deportirano iz Baltičke regije od 1940. do 1953. god., uključujući najmanje 75.000 (više od 10% ukupne populacije odraslih) koji su poslani u logore smrti (gulag).
Ratna šteta i sovjetsko plansko gospodarstvo su usporili gospodarski razvoj Estonije koja je naposljetku jako zaostajala od zemalja u regiji (Finska, Švedska)
Također, veliki dijelovi zemlje su militarizirani, ponajviše morska obala i otoci (uključujući Saaremaa, Hiiumaa i grad Paldiski koji je postao glavni centar za nuklearne podmornice) koji su proglašeni "graničnom zonom". 
Stotine tisuća Rusa i drugih naroda iz cijelog Sovjetskog saveza je dovedeno u Estoniju da pripomognu industrijalizaciji i militarizaciji, čime se broj stanovnika povećao za pola milijuna u 45 godina Do 1980. kada je održano natjecanje u jedrenju u Tallinnu, u sklopu Olimpijskih igara u Moskvi, rusifikacija i imigracija su izazvale opće proteste.

### Obnova neovisnosti
SAD, Velika Britanija, Francuska i većina zapadnih zemalja su smatrali aneksiju Estonije nezakonitim činom, te nisu priznavali Estonsku SSR, a održavali su diplomatske veze s predstavnicima Neovisne Estonije koji su bili u izgnanstvu.
Slabljanjem sovjetskog autoriteta 1980-ih, estonska ideja neovisnosti je jačala. "Raspjevana revolucija", iz 1989., kulminirala je simboličanim pokretom nazvan - Baltički put, koji se sastojao od lanca 2 milijuna ljudi koji su se držali za ruke od Litve, Latvije do Estonije. Estonska deklaracija neovisnosti je izdata 16. studenog 1989., a službenu neovisnost je Estonija objavila nakon raspada SSSR-a 20. kolovoza 1991. god. (tijekom pokušaja državnog udara u Moskvi) i time je obnovila neovisnu Estoniju od prije 1940. god. Prva zemlja koja je priznala Estoniju bila je Island, a sovjetska vojska je morala napustiti Estoniju do 31. kolovoza 1994. god.

## Moderna Estonija
Premijeri prijelazne vlade bili su: Edgar Savisaar i Tiit Vähi. Godine 1992. donesen je novi ustav, a na predsjedničkim izborima pobijedio je Lennart Meri. Od uspostave neovisnosti Estonija je imala 12 vlada i 8 premijera: Mart Laar, Andres Tarand, Tiit Vähi, Mart Siimann, Siim Kallas, Juhan Partsi Andrus Ansip.
Nakon odlaska sovjetske vojske 1994. godine, Estonija je ostvarila bliske gospodarske i političke veze sa zapadnom Europom. Nakon dugih pregovora od 1998., napokon je postala članicom Europske unije 2004. godine, nedugo nakon pristupanja NATO savezu.
Godine 2005. ista oluja koja je poharala SAD, pogodila je UK, Skandinaviju i Baltičke zemlje. U Estoniji je poginulo 13 ljudi u poplavama. God. 2006. predsjednikom Estonije postaje Toomas Hendrik Ilves, a 2007. je izbila ruska pobuna nakon pokušaja uklanjanja "Brončanog vojnika", sovjetskog spomenika u Tallinnu. U dvodnevnim neredima, jedna osoba je izgubila život.